# Вулпе Степан Васильович
Степан Васильович Вулпе — старший Збройних сил України, 79-та окрема аеромобільна бригада.

## Життєпис
Брав участь у миротворчій місії в Косово.

## Нагороди
- орден «За мужність» III ступеня (26.07.2014)